# پیوند (فیلم ۱۹۴۰)
پیوند (به هندی: Bandhan) فیلمی محصول سال ۱۹۴۰ و به کارگردانی ان. آر آچاریا است. در این فیلم بازیگرانی همچون آشوک کومار و لیلا چیتنیس ایفای نقش کرده‌اند.